# O/C-Böden
Als O/C-Böden werden in der Deutschen Bodensystematik Böden bezeichnet, die aus organischem Material in Verbindung mit einer nahezu unverwitterten, steinigen Oberfläche bestehen. In der Klasse der O/C-Böden (Klasse F) stehen die Bodentypen des Felshumus- (FF) und des Skeletthumusbodens (FS).
Der Name der Klasse bezieht sich auf die beiden charakteristischen Bodenhorizonte:
- O steht für organisches Material mit über 30 Gew.% Humus.
- C steht für das unverwitterte Ausgangsmaterial, das direkt an der Oberfläche ansteht. Beim Felshumusboden ist dies nackter Fels; beim Skeletthumusboden grobes Bodenskelett; also Schutt, Geröll oder Schotter.

Beim Felshumusboden liegt auf dem Gestein eine organische Auflage; beim Skeletthumusboden ist diese in die Spalten der locker liegenden Steine gerutscht. In beiden Fällen ist das steinige Material aber nahezu unverwittert, so dass keine Übergangszone zwischen den  Materialien besteht. Somit können Humus und Gestein ohne Mühe voneinander getrennt werden.
O/C-Böden finden sich an stark erosionsträchtigen Orten.